# Mistrovství Evropy juniorů ve sportovním lezení 2012
Mistrovství Evropy juniorů ve sportovním lezení 2012 (anglicky: European Youth Lead & Speed Championship) se uskutečnilo poprvé 2.-4. listopadu 2012 ve francouzském městě Gémozac, nejdříve ve dvou disciplínách, v lezení na obtížnost a na rychlost, mimo seriál závodů Evropského poháru juniorů ve sportovním lezení. Mistrovství světa juniorů se konalo v květnu v Singapuru, Mistrovství světa se konalo v Paříži, Mistrovství Evropy v ledolezení se v roce 2012 konalo v Saas-Fee a Kirově.

## Průběh závodů
V lezení na obtížnost se dvě skupiny závodníků postupně vystřídaly na dvou kvalifikačních cestách, finálovou cestu lezlo deset finalistů. Bodovaným kritériem byl nejvyšší (po dobu dvou sekund) dosažený chyt, případně další pohyb z chytu.
V lezení na rychlost rozhodly nejlepší časy v kvalifikaci na standardní cestě o pořadí závodníků do osmifinálového vyřazovacího pavouka dvojic, ve finále se ještě bojovalo o první a třetí místo.

### Češi na ME
Nejlépe si vedl Jan Kříž, který skončil ve finále v lezení na rychlost na 4. místě v kategorii A. V obtížnosti se v kategorii A dostaly mezi čtrnáct finalistek také 10. Tereza Svobodová a 11. Andrea Pavlincová.

### Výsledky juniorů a juniorek
| obtížnost            | obtížnost          | rychlost               | rychlost                |
| -------------------- | ------------------ | ---------------------- | ----------------------- |
| junioři              | juniorky           | junioři                | juniorky                |
| 1. Domen Škofic      | 1. Magdalena Röck  | 1. Volodymyr Zinchenko | 1. Julija Kaplinová     |
| 2. Marcello Bombardi | 2. Hélène Janicot  | 2. Anton Poliakov      | 2. Anouck Jaubert       |
| 3. Stefano Ghisolfi  | 3. Laura Michelard | 3. Marcin Dzienski     | 3. Aleksandra Rudzinska |
|                      |                    |                        |                         |
| 17. Roman Kučera     | 24. Eva Křížová    | 13. Roman Kučera       | 11. Eva Křížová         |
| 10 finalistů         | 10 finalistek      | 4 finalisté            | 4 finalistky            |
| bez semifinále       | bez semifinále     | 8 semifinalistů        | 8 semifinalistek        |
| 24 juniorů           | 26 juniorek        | 13 juniorů             | 12 juniorek             |

### Výsledky chlapců a dívek v kategorii A
| obtížnost            | obtížnost             | rychlost              | rychlost               |
| -------------------- | --------------------- | --------------------- | ---------------------- |
| chlapci              | dívky                 | chlapci               | dívky                  |
| 1. Loic Timmermans   | 1. Jessica Pilz       | 1. Sergei Luzhetskii  | 1. Alexandra Elmer     |
| 2. Ghislain Pipers   | 2. Ana Tiripa         | 2. Alessandro Santoni | 2. Svetlana Motovilova |
| 3. Sebastian Halenke | 3. Anak Verhoeven     | 3. Georgy Artamonov   | 3. Nina Lach           |
|                      |                       |                       |                        |
| 27. Petr Čermák      | 10. Tereza Svobodová  | 4. Jan Kříž           | —                      |
| 29. René Dana        | 11. Andrea Pavlincová | 21. Martin Jech       | —                      |
| 39. Martin Jech      | —                     | —                     | —                      |
| 11 finalistů         | 14 finalistek         | 4 finalisté           | 3 finalistek           |
| bez semifinále       | bez semifinále        | 8 semifinalistů       | 8 semifinalistek       |
| 43 chlapců           | 36 dívek              | 21 chlapců            | 15 dívek               |

### Výsledky chlapců a dívek v kategorii B
| obtížnost            | obtížnost               | rychlost               | rychlost                |
| -------------------- | ----------------------- | ---------------------- | ----------------------- |
| chlapci              | dívky                   | chlapci                | dívky                   |
| 1. Georg Parma       | 1. Hannah Schubert      | 1. Alexandr Šikov      | 1. Patrycja Chudziak    |
| 2. Lucas Mesnard     | 2. Staša Gejo           | 2. Kostiantyn Pavlenko | 2. Aurelia Sarisson     |
| 3. Ruben Firnenburg  | 3. Anastasia Karkavina  | 3. Ludovico Fossali    | 3. Margaux Deschamps    |
|                      |                         |                        |                         |
| 33.-34. Petr Kliger  | 16. Kateřina Zachrdlová | 9. Miroslav Doseděl    | 11. Veronika Scheuerová |
| 37. Jan Doseděl      | 25. Eliška Vlčková      | 14. Jan Doseděl        | 14. Andrea Pokorná      |
| 39. Miroslav Doseděl | 26. Veronika Scheuerová | 17. Pavel Krutil       | —                       |
| 41. Pavel Krutil     | 36. Andrea Pokorná      | —                      | —                       |
| 10 finalistů         | 10 finalistek           | 4 finalistů            | 4 finalistek            |
| bez semifinále       | bez semifinále          | 8 semifinalistů        | 8 semifinalistek        |
| 42 chlapců           | 43 dívek                | 20 chlapců             | 15 dívek                |

### Medaile podle zemí
| pořadí | stát      | Zlatá medaile | Stříbrná medaile | Bronzová medaile | celkem |
| ------ | --------- | ------------- | ---------------- | ---------------- | ------ |
| 1.     | Rakousko  | 5             | 0                | 1                | 6      |
| 2.     | Rusko     | 3             | 2                | 2                | 7      |
| 3.     | Ukrajina  | 1             | 1                | 0                | 2      |
| 4.     | Polsko    | 1             | 0                | 2                | 3      |
| 5.     | Belgie    | 1             | 0                | 1                | 2      |
| 6.     | Slovinsko | 1             | 0                | 0                | 1      |
| 7.     | Francie   | 0             | 5                | 2                | 7      |
| 8.     | Itálie    | 0             | 2                | 2                | 4      |
| 9.     | Německo   | 0             | 1                | 2                | 3      |
| 10.    | Srbsko    | 0             | 1                | 0                | 1      |